# DeForest Kelley
Jackson DeForest Kelley (Atlanta, Geórgia, 20 de janeiro de 1920 — Woodland Hills, Califórnia, 11 de junho de 1999) foi um ator norte-americano.

## Biografia
Conhecido, principalmente, por sua atuação no papel do Dr. Leonard McCoy na série de TV Star Trek ("Jornada nas Estrelas" no Brasil, "O Caminho das Estrelas" em Portugal), hoje conhecida como Star Trek: A Série Original ou TOS, papel reprisado nos seis primeiros longas-metragens para o cinema de Star Trek. Também teve uma pequena aparição no primeiro episódio da série Star Trek: The Next Generation, "Encounter at Farpoint", no papel de um Almirante da Frota Estelar.
Nasceu na Geórgia, filho de Ernest David Kelley (um pastor batista) e Clora Casey. Kelley era um veterano da Segunda Guerra Mundial e serviu na Força Aérea do Exército americano entre 10 de março de 1943 e 28 de janeiro de 1946. Após passar um tempo em Long Beach, Califórnia, mudou-se definitivamente para aquele estado a fim de seguir a carreira de ator. Embora sua mãe o tenha incentivado, seu pai detestou a ideia. Na Califórnia, Kelley foi encontrado pela Paramount Pictures quando fazia um filme de treinamento da Marinha americana. Por coincidência, em dado momento Kelley pensara em seguir a carreira de médico.
O primeiro filme de Kelley foi um film noir, Fear in the Night. Em seguida, atuou em papéis pequenos, especialmente em Westerns para cinema e TV, antes de conseguir o papel do Dr. Leonard McCoy. Na série, seu personagem era frequentemente chamado de Bones ("ossos" em inglês; na versão brasileira, "Magro"), segundo a tradição naval americana de referir-se ao cirurgião de bordo.

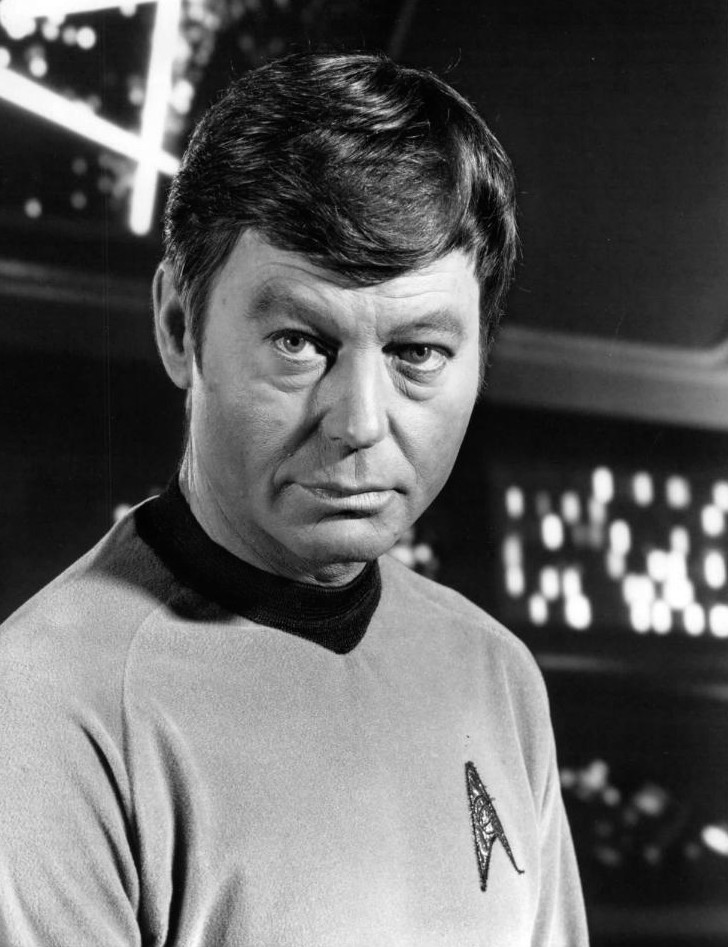
Kelley como Dr. McCoy

## Filmografia
- 1947 — Fear in the Night (Um Rosto no Espelho)
- 1947 — Variety Girl
- 1948 — Canon City
- 1949 — Life of St. Paul Series
- 1949 — Duke of Chicago
- 1949 — Malaya (Malaia)
- 1950 — The Men (Espíritos Indômitos)
- 1953 — Taxi (A Perdida)
- 1954 — Duffy of San Quentin
- 1955 — House of Bamboo (Casa de Bambu)
- 1955 — Illegal (Trágica Fatalidade)
- 1955 — The View from Pompey's Head (O Que o Amor Nos Negou)
- 1956 — The Man in the Gray Flannel Suit (O Homem do Terno Cinzento)
- 1956 — Tension at Table Rock (Marcados Pela Violência)
- 1957 — Gunfight at the OK Corral (Sem Lei e Sem Alma)
- 1957 — Raintree County (A Árvore da Vida)
- 1958 — The Law and Jake Wade (Duelo na Cidade Fantasma)
- 1959 — Warlock (Minha Vontade é Lei)
- 1963 — Gunfight at Comanche Creek (A Fúria dos Brutos)
- 1964 — Where Love Has Gone (Escândalo na Sociedade)
- 1965 — Black Spurs (O Pistoleiro das Esporas Negras)
- 1965 — Town Tamer (Domador de Cidades)
- 1965 — Marriage on the Rocks (Vamos Casar Outra Vez)
- 1965 — Apache Uprising (A Rebelião dos Apaches)
- 1966 — Waco
- 1972 — Night of the Lepus (A Noite dos Coelhos)
- 1979 — Star Trek: The Motion Picture (Jornada nas Estrelas - O Filme)
- 1982 — Star Trek II: The Wrath of Khan (Jornada nas Estrelas 2: A Ira de Khan)
- 1984 — Star Trek III: The Search for Spock (Jornada nas Estrelas III: À Procura de Spock)
- 1986 — Star Trek IV: The Voyage Home (Jornada nas Estrelas IV: A Volta Para a Terra)
- 1989 — Star Trek V: The Final Frontier (Jornada nas Estrelas 5: A Última Fronteira)
- 1991 — Star Trek VI: The Undiscovered Country (Jornada nas Estrelas 6: A Terra Desconhecida)
- 1998 — The Brave Little Toaster Goes to Mars

### Televisão
| Ano       | Título                             | Personagem                                                       | Notas                                              |
| --------- | ---------------------------------- | ---------------------------------------------------------------- | -------------------------------------------------- |
| 1947      | Public Prosecutor                  | Danny Watson                                                     | Episódio: "The Case of the Man Who Wasn't There"   |
| 1949–1953 | The Lone Ranger                    | Dr. Barnes / Sheriff / Bob Kittredge                             | 3 episódios                                        |
| 1950      | Studio One                         | Bob Philo                                                        | Episódio: "The Last Cruise"                        |
| 1952      | Armstrong Circle Theatre           |                                                                  | Episódio: "Breakaway"                              |
| 1952      | Your Jeweler's Showcase            |                                                                  | Episódio: "The Hand of St. Pierre"                 |
| 1953      | The Revlon Mirror Theater          | Bert Dexter                                                      | Episódio: "Dreams Never Lie"                       |
| 1953      | The Pepsi-Cola Playhouse           | Jeff                                                             | Episódio: "Frozen Escape"                          |
| 1953–1954 | Your Favorite Story                | John Ainslee                                                     | 3 episódios                                        |
| 1953–1954 | City Detective                     | Hartfield / Benjamin                                             | 2 episódios                                        |
| 1953–1956 | You Are There                      | Soldado / Hammill / Bremen / Clanton / Everton Conger            | 9 episódios                                        |
| 1954      | Waterfront                         | Bob Vogelin / Lloyd Allen                                        | 2 episódios                                        |
| 1954      | The Lone Wolf                      | Nick Kohler / Ted Hopkins                                        | 2 episódios                                        |
| 1954      | Public Defender                    | Mr. Sanders                                                      | Episódio: "The Murder Photo"                       |
| 1954      | Cavalcade of America               |                                                                  | Episódio: "A Medal for Miss Walker"                |
| 1954–1955 | Mayor of the Town                  | Nash / Tracey                                                    | 3 episódios                                        |
| 1954–1955 | Studio 57                          | Alfred / Ted Lance                                               | 2 episódios                                        |
| 1955      | The Loretta Young Show             | Piloto                                                           | Episódio: "Decision"                               |
| 1955      | The Millionaire                    | Dr. Michael Wells                                                | Episódio: "The Iris Millar Story"                  |
| 1955–1956 | Science Fiction Theatre            | Dr. Milo Barton / Matt Brander / Captain Hall, M.D.              | 3 episódios                                        |
| 1955–1956 | Matinee Theatre                    | Alan Brecker / Frank Lawson                                      | 2 episódios                                        |
| 1956      | Gunsmoke                           | Will Bailey                                                      | Episódio: "Indian Scout"                           |
| 1956      | Strange Stories                    | Harvey Harris                                                    | Episódio: "Such a Nice Little Girl"                |
| 1956–1960 | Dick Powell's Zane Grey Theatre    | Swain / Logan Wheeler / Sherm Pickard / Les Porter               | 4 episódios                                        |
| 1957      | Navy Log                           | Smithwick                                                        | 2 episódios                                        |
| 1957      | The O. Henry Playhouse             |                                                                  | 2 episódios                                        |
| 1957      | The Adventures of Jim Bowie        | Dr. Robert Taber                                                 | Episódio: "An Eye for an Eye"                      |
| 1957      | Code 3                             | Don Reason                                                       | Episódio: "Oil Well Incident"                      |
| 1957      | Schlitz Playhouse of Stars         | Jordan Haig                                                      | Episódio: "Hands of the Enemy"                     |
| 1957      | The Web                            | Johnny Wright                                                    | Episódio: "Kill and Run"                           |
| 1957      | Boots and Saddles                  | Merriweather                                                     | Episódio: "The Marquis of Donnybrook"              |
| 1957–1958 | The Silent Service                 | Comm. Enright / Ferrara / Dempsey                                | 3 episódios                                        |
| 1957–1958 | M Squad                            | Sgt. Miller                                                      | 3 episódios                                        |
| 1957–1958 | Playhouse 90                       | Lambert                                                          | 2 episódios                                        |
| 1957–1959 | Trackdown                          | Tom Dooley / Ed Crow / Brock Childers / Perry Grimes             | 4 episódios                                        |
| 1958      | Steve Canyon                       | Radar                                                            | Episódio: "Operation Jettison"                     |
| 1958      | The Rough Riders                   | Lance                                                            | Episódio: "The Nightbinders"                       |
| 1958–1960 | Alcoa Theatre                      | Jake Brittin / Marshal                                           | 2 episódios                                        |
| 1959      | The Californians                   | Joe Girard                                                       | Episódio: "The Painted Lady"                       |
| 1959      | 26 Men                             | Ed Lacy                                                          | Episódio: "Trail of Revenge"                       |
| 1959      | Special Agent 7                    | Martin                                                           | Episódio: "Border Masquerade"                      |
| 1959      | Northwest Passage                  | David Cooper                                                     | Episódio: "Death Rides the Wind"                   |
| 1959      | Wanted Dead or Alive               | Ollie Tate / Sheriff Steve Pax                                   | 2 episódios                                        |
| 1959      | Rawhide                            | Slate Prell                                                      | Episódio: "Incident at Barker Springs"             |
| 1959      | Mackenzie's Raiders                | Charles Barron / El Halcon                                       | Episódio: "Son of the Hawk"                        |
| 1959      | State Trooper                      | Graham Jones                                                     | Episódio: "The Patient Skeleton"                   |
| 1959      | The Lineup                         |                                                                  | Episódio: "The Chloroform Murder Case"             |
| 1959      | Richard Diamond, Private Detective | Kenneth Porter / Sheriff                                         | 2 episódios                                        |
| 1959      | Mickey Spillane's Mike Hammer      | Eddie Robbins / Philip Conroy                                    | 2 episódios                                        |
| 1959      | 21 Beacon Street                   | George Manning                                                   | Episódio: "The Hostage"                            |
| 1959      | Walt Disney Presents               | Silas Morgan                                                     | Episódio: "Elfego Baca: Mustang Man, Mustang Maid" |
| 1959      | Black Saddle                       | Sam King                                                         | Episódio: "Apache Trail"                           |
| 1960      | Johnny Midnight                    | David Lawton                                                     | Episódio: "The Inner Eye"                          |
| 1960      | Markham                            | Danny Standish                                                   | Episódio: "Counterpoint"                           |
| 1960      | Two Faces West                     | Vern Cleary                                                      | Episódio: "Fallen Gun"                             |
| 1960–1961 | Lawman                             | Bent Carr / Sam White                                            | 2 episódios                                        |
| 1960–1961 | Coronado 9                         | Shep Harlow / Frank Briggs                                       | 2 episódios                                        |
| 1961      | Riverboat                          | Alex Jeffords                                                    | Episódio: "Listen to the Nightingale"              |
| 1961      | Tales of Wells Fargo               | Captain Cole Scofield                                            | Episódio: "Captain Scofield"                       |
| 1961      | Assignment: Underwater             | Barney                                                           | Episódio: "Affair in Tokyo"                        |
| 1961      | Stagecoach West                    | Clarke / Clay Henchard                                           | 2 episódios                                        |
| 1961      | The Deputy                         | Farley Styles                                                    | Episódio: "The Means and the End"                  |
| 1961      | Bat Masterson                      | Brock Martin                                                     | Episódio: "No Amnesty for Death"                   |
| 1961      | Shannon                            | Carlyle                                                          | Episódio: "The Pickup"                             |
| 1961      | Cain's Hundred                     | Bob Tully                                                        | Episódio: "The Fixer"                              |
| 1961      | Perry Mason                        | Peter Thorpe                                                     | Episódio: "The Case of the Unwelcome Bride"        |
| 1961–1962 | Route 66                           | Bob Harcourt Jr. / H. Norbert Willis                             | 2 episódios                                        |
| 1961–1966 | Bonanza                            | Tully / Dr. Michael Jons / Capitão Moss Johnson                  | 4 episódios                                        |
| 1962      | Have Gun – Will Travel             | Deakin                                                           | Episódio: "The Treasure"                           |
| 1962–1963 | Laramie                            | Jack / Bart Collins                                              | 2 episódios                                        |
| 1962–1966 | Death Valley Days                  | Elliott Webster / Martin - Prisoner / Clint Rogers / Shad Cullen | 4 episódios                                        |
| 1963      | The Virginian                      | Lt. Beldon / Ben Tully                                           | 2 episódios                                        |
| 1963      | The Gallant Men                    | Col. Davenport                                                   | Episódio: "A Taste of Peace"                       |
| 1963      | The Dakotas                        | Martin Volet                                                     | Episódio: "Reformation at Big Nose Butte"          |
| 1963      | 77 Sunset Strip                    | Phil Wingate                                                     | Episódio: "88 Bars"                                |
| 1964      | Slattery's People                  | Gregg Wilson                                                     | Episódio: "Question: Which One Has the Privilege?" |
| 1965      | The Fugitive                       | Charlie                                                          | Episódio: "Three Cheers for Little Boy Blue"       |
| 1965      | The Donna Reed Show                | Williams                                                         | Episódio: "Uncle Jeff Needs You"                   |
| 1966      | A Man Called Shenandoah            | Egan                                                             | Episódio: "The Riley Brand"                        |
| 1966      | Laredo                             | Dr. David Ingram                                                 | Episódio: "Sound of Terror"                        |
| 1966–1969 | Star Trek: The Original Series     | Dr. Leonard McCoy                                                | 76 episódios                                       |
| 1967      | Police Story                       | Lab Chief Greene                                                 | Television film                                    |
| 1970      | Ironside                           | Mr. Fowler                                                       | Episódio: "Warrior's Return"                       |
| 1970      | The Silent Force                   | Curston                                                          | Episódio: "The Judge"                              |
| 1970      | The Bold Ones: The New Doctors     | Parrish                                                          | Episódio: "Giants Never Kneel"                     |
| 1971      | Owen Marshall, Counselor at Law    | Frank Slater                                                     | Episódio: "Make No Mistake"                        |
| 1971      | Room 222                           | Matt Silverton                                                   | Episódio: "The Sins of the Fathers"                |
| 1972      | The Bull of the West               | Ben Tully                                                        | Television film                                    |
| 1973      | The ABC Afternoon Playbreak        | Dr. Goldstone                                                    | Episódio: "I Never Said Goodbye"                   |
| 1973–1974 | Star Trek: The Animated Series     | Dr. McCoy (voz)                                                  | 22 episódios                                       |
| 1974      | The Cowboys                        | Jack Potter                                                      | Episódio: "David Done It"                          |
| 1981      | The Littlest Hobo                  | Prof. Hal Schaffer                                               | Episódio: "Runaway"                                |
| 1987      | Star Trek: The Next Generation     | Almirante Leonard McCoy                                          | Episódio: "Encounter at Farpoint"                  |

## Falecimento
Kelley faleceu em 1999 de câncer de estômago, aos 79 anos de idade. Ele foi o primeiro membro do elenco da série original de Star Trek a falecer.